# Epic Balta
Die Epic Balta ist ein unter der Flagge Singapurs fahrender Flüssiggastanker. Eigner des Schiffes ist das Unternehmen Bright Carrier. Das Schiff, das damals unter dem Namen York in Fahrt war, wurde im Oktober 2010 im Indischen Ozean von somalischen Piraten gekapert.

## Geschichte
Der Tanker wurde 2000 unter der Baunummer 517 bei Higaki Shipbuilding in Imabari, Japan, gebaut. Die Kiellegung fand am 18. Februar, der Stapellauf am 27. März 2000 statt. Die Fertigstellung des Schiffes, das als York in Fahrt kam, erfolgte am 28. Juni 2000. Eigner des Schiffes war York Maritime Company.
Das Schiff, das zuvor von der griechischen Reederei Interunity Management Corporation (IMC) in Athen bereedert wurde, kam in den 2010er-Jahren zur Flotte der in Singapur ansässigen Reederei Epic Gas und wurde in Epic Balta umbenannt.

### Piratenangriff im Oktober 2010
Der Tanker wurde am 23. Oktober 2010 rund 50 Seemeilen vor der kenianischen Hafenstadt Mombasa auf dem Weg von dort nach Mahé auf den Seychellen von somalischen Piraten gekapert. An Bord befanden sich außer dem deutschen Kapitän insgesamt 16 Besatzungsmitglieder. 14 Seeleute stammen von den Philippinen und zwei aus der Ukraine. Das Schiff sandte um 14.25 MESZ ein Notsignal aus. Soldaten der an der Anti-Piraten-Mission Atalanta beteiligten türkischen Fregatte Gaziantep meldeten nach einem Hubschrauberüberflug, dass sich bewaffnete Seeräuber an Deck des voll beladenen Gastankers befinden.
Fast 24 Stunden nach dem Übergriff nahm der deutsche Kapitän Kontakt mit der Managerfirma in Griechenland auf. Der Tanker bewegte sich nach Norden in Richtung Somalia.
Am 10. März 2011 wurde die York nach Zahlung eines Lösegelds unbekannter Höhe freigelassen.

## Technische Daten
Das Schiff wird von einem Zweitakt-Sechszylinder-Dieselmotor mit 3.900 kW Leistung angetrieben. Für die Stromerzeugung stehen vier Dieselgeneratoren mit 945 kVA Scheinleistung zur Verfügung.